# 음력 8월 12일
음력 8월 12일은 음력 8월의 12번째 날이다.

## 사건
- 2006년 - 서해대교에서 29중 연쇄 추돌 사고가 발생하다. 11명 사망, 54명 부상.

## 탄생
- 1966년 - 대한민국의 배우 신정근.
- 1997년 - 대한민국의 가수 현재 (더보이즈).
- 2000년 -
  - 대한민국의 배우 강안나.
  - 대한민국의 치어리더 김이서.
  - 대한민국의 배우 송예빈.
  - 대한민국의 배우 이형석.
  - 대한민국의 가수 준규.

## 사망
- 2018년 - 대한민국의 정치인 임내현.

## 기념일, 연중행사
불교에서는 이 날을 어린이날로 규정한다.

## 같이 보기
- 음력 360일: 1월 2월 3월 4월 5월 6월 7월 8월 9월 10월 11월 12월
- 전날:8월 11일 다음날:8월 13일 - 전달:7월 12일 다음달:9월 12일
- 양력:8월 12일
- 음력, 윤달